# 唐太宗对西域诸国的战争
唐太宗对西域诸国的战争，唐太宗征服东突厥汗国之后，开始对西域（即现代新疆和中亚地区）的西突厥以及一些松散结盟的绿洲城邦国家施加军事实力，其主要针对西突厥，以恢复两汉以来对西域的统治。贞观十四年（640年），唐太宗派大将侯君集灭亡高昌，由此建立了中原王朝首次在该地区的永久性军事和政治机构西州和安西都护府。在贞观十八年（644年），西突厥的盟友焉耆攻打高昌，唐朝在高昌的守将安西都护郭孝恪反击，并占领焉耆，俘虏国王龙突骑支，但后来焉耆再次脱离唐朝。贞观二十二年（648年），唐朝的突厥族将军阿史那社尔攻打焉耆和龟兹（今新疆阿克苏），征服两国。然后疏勒和于阗归附唐朝，使唐朝完全控制了西域，直到唐太宗的儿子唐高宗统治期间（670年），被吐蕃占领。之後，西域时得时失，武则天时曾被完全收回，直到唐德宗时唐朝永久性地丧失西域。

## 背景
与东突厥相比，因为远离唐朝领土和不经常入侵唐朝，故在唐朝建立初期，西突厥对唐朝不构成重大威胁。此外，西突厥内乱不断，无法集中精力对付唐朝。它在西域的霸权，因此受到唐朝的挑战。反过来，西突厥本部及其附庸国，有时表面上向唐朝进贡。例如，在武德二年（619年），西突厥的统叶护可汗阿史那统及高昌国王麴伯雅，也向唐高祖贡献礼物。武德八年（625年），统叶护可汗寻求与唐朝的公主和亲，高祖皇帝表示同意，但东突厥的颉利可汗阿史那咄苾，对唐朝与西突厥潜在联盟不高兴，因颉利可汗作梗,未果，和亲没有成功。
武德九年（626年），高祖皇帝的儿子秦王李世民发动玄武门之变；然后，他迫父皇先册封他为皇太子，然后传给他皇位，是为唐太宗。唐太宗登上宝座后，贞观二年（628年），统叶护可汗被他叔叔阿史那莫贺咄杀死，阿史那莫贺咄自称屈利俟毗可汗。但是，有些人支持统叶护可汗的儿子阿史那咥力特勒继位，为肆叶护可汗。双方寻求唐的援助与和亲，唐太宗都拒绝了。最后在贞观四年（630年），肆叶护可汗击败并杀死阿史那莫贺咄，西突厥再次统一。此外，在630年-631年，高昌国王麴文泰（麴伯雅的儿子）到唐都长安访问，唐太宗以盛大的仪式欢迎。
632年，肆叶护可汗由于他的残忍和猜疑，失去了西突厥人的支持，在一次对薛延陀的袭击中战败。失败后，肆叶护属下的部族设卑达官和弩失毕攻打他，迫使他逃往康居，他很快就在流亡地死去。西突厥人支持他的堂兄弟阿史那泥孰为咄陆可汗，阿史那泥孰与李世民曾经有过友谊，他向唐朝进贡，很快受到唐朝的册封。634年他去世后，他的兄弟阿史那同俄继任，为沙钵罗咥利失可汗。
此外，在632年有一件事，造成唐和高昌之间的关系恶化。焉耆原本有通过穿越沙漠，直接与中原接触的道路，后来被封闭。迫使焉耆使者经高昌入中原，这样做显然有助于高昌的利益。632年，焉耆国王龙突骑支请求重新开放沙漠道路，唐太宗同意，导致高昌的不满，高昌袭击抢劫焉耆的使团和商队。
638年，阿史那同俄已丧失民心，汗国的北部支持一个突厥王子阿史那欲谷（始毕可汗的儿子）为乙毗咄陆可汗。同俄和欲谷进行的战斗，双方处于均势，因此西突厥分为两个汗国，以伊犁河为界。639年，阿史那同俄死後，他的侄子阿史那薄布继任，为沙钵罗叶护可汗。

## 过程

### 征高昌
与此同时，高昌仍然敌视唐朝和焉耆，并在638年，联合处月和处密部落，攻击焉耆，攻陷5个城市，抓获1500个焉耆男子和妇女。麴文泰还与阿史那薄布入侵唐朝的伊吾（今新疆哈密），以及焉耆。 639年，唐太宗下诏谴责麴文泰，并派他阿史那矩招麴文泰进京。麴文泰拒绝入京，而是派官员麴雍向皇帝致歉。唐太宗还下令麴文泰交出，在630年唐征服东突厥以後，东突厥流亡到高昌的人。麴文泰又进一步激怒了唐太宗，他试图说服薛延陀真珠可汗夷男背叛唐朝。唐太宗开始策划征讨高昌，夷男表示提供协助，虽然史书没有记载薛延陀实际是否参与。
640年初，唐太宗想让麴文泰臣服唐朝的最后一次努力失败，唐太宗派大将侯君集、薛万均、阿史那社尔指挥军队，征讨高昌。麴文泰最初也没有认真对待，相信他的王国能够承受唐军的攻击，因为唐军无法解决穿越沙漠的运粮问题。然而，640年秋，侯君集已经率军穿越沙漠，直抵高昌，麴文泰听说后，焦虑而死，由他的儿子麴智盛继承王位。侯君集在麴文泰的出殡时突然袭击，首先攻克高昌首都以东的田地城。他攻打高昌国都——交河城。麴智盛写信给侯君集对他父亲的罪过致歉，侯君集命令他投降，麴智盛拒绝。侯君集围困交河城，阿史那薄布没有履行协助高昌的承诺，退出高昌，可汗浮图城（新疆昌吉回族自治州）的守将投降唐军。由于没有西突厥援助的到来，麴智盛在恐惧中向侯君集投降。唐太宗的宰相魏徵建议应允许高昌继续成为附庸国，麴智盛继续担任国王，但唐太宗决定不这样做，而在高昌领土，建立了两个州——西州（总部设在高昌）及庭州（总部设在可汗浮图城）。他进一步成立安西都护府，在交河城以及附近的高昌（交河）驻军。侯君集押送麴智盛和他的官员回到长安，在返还原先的高昌夺得的焉耆的几个城市。唐太宗册封麴智盛为金城郡公，他在长安成为将军。唐太宗为加强西州的防御，将死囚犯赦免，招募他们为驻防的士兵保卫西州。

### 西突厥的再分裂
与此同时，阿史那薄布在阿史那欲谷攻击下，于贞观十五年（641年）正式投降唐朝。但唐朝没有帮助他与阿史那欲谷的战争。并在641年末，阿史那欲谷的一名将军将阿史那薄布抓获，欲谷处死了薄布，统一了分裂的西突厥。阿史那欲谷继而征服吐火罗，于642年袭击伊吾——唐朝的伊州，被唐将郭孝恪击退。同时，阿史那欲谷开始在内部遭到异议，因为据说他攻击康国和米国获得的战利品，拒绝分给他的下属们。部将泥熟啜擅取俘虏，被阿史那欲谷处死，因此引起部众怨恨。泥熟啜的部属在胡禄屋领导下袭击阿史那欲谷。阿史那欲谷部众离散，他退守白水胡城（今哈萨克斯坦锡腊姆）。叛军寻求唐朝援助，唐太宗册封阿史那莫贺咄的儿子为乙毗射匮可汗。阿史那欲谷看到自己众叛亲离，大势已去，于是逃往吐火罗。之后几年，西突厥又被分裂。

### 征焉耆
与此同时，与唐朝一直保持友好的焉耆，在644年之前，由于焉耆王龙突骑支的女儿是西突厥将军阿史那屈利的兄弟的妻子，作为回应，龙突骑支开始倒向西突厥和减少对唐朝的朝贡。郭孝恪请求皇帝允许攻打焉耆，644年，唐太宗准许。当时，龙突骑支有三个兄弟在西州，郭孝恪以其中的一个龙栗婆准当他的向导。据说，由于焉耆国都被水环绕，郭孝恪在夜间穿越水域，发动突然袭击。当天上午，唐军爬上焉耆城墙，攻克焉耆，俘获龙突骑支。郭孝恪派龙栗婆准在焉耆负责事务，率军撤退。三天后，阿史那屈利的救援部队抵达，但郭孝恪已经撤出，因此屈利抓住龙栗婆准後追赶郭孝恪，被郭孝恪反击。
另一个西突厥将军阿史那处那，由他的属下吐屯代替焉耆国王管理焉耆，向唐进贡。但是当他的使者来到长安，唐太宗斥责使者说：“我攻打焉耆，你是谁，怎敢占据？”西突厥恐惧，放弃了焉耆，焉耆贵族拥立龙栗婆准的堂兄龙薛婆阿那支为新国王，但仍对阿史那处那服从。与此同时，龙突骑支和他的家人被送到长安，唐太宗释放了他们。
646年，乙毗射匮可汗向唐朝求公主和亲。唐太宗同意，但命令他以西突厥附庸的五个国家：龟兹、于阗、疏勒、朱俱波（今新疆喀什）和葱岭，作为嫁妆。史书没有记载乙毗射匮可汗的反应，但和亲没有达成。

### 征龟兹
647年之前，龟兹国王白苏伐叠死后，他的弟弟白诃黎布失毕继位。白诃黎布失毕停止对唐朝进贡。并攻打附属唐朝的邻国。唐太宗大怒，648年初，他派阿史那社尔、契苾何力、郭孝恪率军攻打龟兹，也征用了铁勒、东突厥、吐蕃和吐谷浑的士兵。648年秋，社尔首先攻打处月和处密部落，迫使他们投降。然后，再攻焉耆。龙薛婆阿那支放弃焉耆，逃到龟兹东部，阿史那社尔擒杀之。社尔拥立龙薛婆阿那支的堂兄龙先那准为焉耆国王。
社尔兵临龟兹。白诃黎布失毕派他的宰相那利和羯猎颠，来抵挡社尔的前锋韩威。战斗一开始，韩威假装撤退，当龟兹军追击时，韩威和曹继叔反击，大败龟兹。白诃黎布失毕坚守龟兹国都伊逻卢（今库车）。社尔攻打伊逻卢，白诃黎布失毕逃跑。社尔派郭孝恪守伊逻卢，自己继续追击白诃黎布失毕，白诃黎布失毕已逃往拨换城（今阿克苏市）。社尔围城40天后攻克，俘虏白诃黎布失毕和羯猎颠。但那利逃跑，率领龟兹残余部队和西突厥救援部队反攻伊逻卢，由于出其不意，郭孝恪在战斗中阵亡。但那利攻不下伊逻卢内城，被迫逃离。龟兹人抓住那利，把他交给社尔。社尔以白诃黎布失毕弟弟为新国王，并在西突厥、于阗和安国向唐朝进贡后，撤军。唐朝建立龟兹、于阗、疏勒、焉耆安西四镇，将安西都护府迁到龟兹。

## 后续
649年，唐太宗去世后，原臣服唐朝的西突厥王族阿史那贺鲁击杀了乙毗射匮可汗，自称可汗后，脱离唐朝，侵袭唐朝国土。唐高宗进行了两次针对阿史那贺鲁的西征。第一次，655年，程知节指挥的西征，在军需用完的时候，被迫撤退，以失败告终。第二次，657年苏定方指挥的西征，是一个彻底的胜利，唐军抓获阿史那贺鲁，建立了昆陵、濛池两个都护府，控制西突厥故地，由突厥王族兴昔亡可汗阿史那弥射和继往绝可汗阿史那步真都督之。